# Българска църковна музика
България има дългогодишна музикална традиция, която може да се проследи още от Ранното Средновековие.
Сред най-ранните известни композитори на средновековна Европа е Йоан Кукузел (ок. 1280 – 1360), известен като „Ангелогласния“. Около 90 от неговите произведения, както и неговото житие, са достигнали до днешни дни. От ранното средновековие са оцелели и множество великолепни творби на неизвестни автори.
В Българската православна църква съществуват 2 традиции на църковно пеене - източна (или едногласна, monodic) и хорова (или многогласна, polyphonic). Източното едногласно пеене спазва законите на гръцката и византийската музика, изискванията на осмогласния канон. Втората традиция – хоровата, е от втората половина на ХІХ век, когато в България навлиза влиянието на руската многогласна хорова музика. Много български композитори от края на XIX и XX век създават своите творби в духа на руското многогласие.
Музикални дейци с голям принос за популяризирането и развитието на българската църковна музика са: Петър Динев - музиковед, композитор и педагог, личност с големи заслуги за съхранението и изследването на средновековната българска музика, години наред работи върху „превеждането“ на невмените знаци в съвременно нотно писмо, с което дава „нов живот“ и възможност да се популяризират литургични произведения от първите столетия на християнството в България; Добри Христов – сред най-големите български композитори, който не само спазва националната църковно-хорова традиция, но и внася елементи на светската музика в мелодико-хармоничен план.
Днес църковната музика, наричана още православна музика, е жива и се изпълнява както по време на църковни богослужения, така и в концертните зали от светски хорове и солисти. Съвременни български световно признати хорове и певци, в чийто репертоар трайно присъства църковната музика, са: хор „Йоан Кукузел“, Хор на софийските момчета, Софийски православен хор, Софийски църковен хор, Камерен хор „Мадригал“, българските световноизвестни оперни певци Борис Христов и Никола Гюзелев. Църковни песнопения са включени и в репертоара на хора при ансамбъл „Филип Кутев“, на хор „Мистерията на българските гласове“, хор „Космически гласове от България“, хор „Ангелите“, хора при ансамбъл „Пирин“, „Ева Квартет“, квартет „Славей“, „Българка джуниър квартет“, мъжка вокална формация „Светоглас“ ,  Вокален квартет "Абагар"/ Abagar Quartet/ и др.